# Jane Chi
Jane Chi (21 juni 1974) is een tennisspeelster uit de Verenigde Staten van Amerika.
Jane Chi begon op elfjarige leeftijd met tennis. In 1996 kwam ze voor het eerst uit op een grandslamtoernooi, toen ze op de US Open de tweede ronde van het damesenkeltoernooi haalde. Bij het damesdubbeltoernooi werd ze dat jaar in de eerste ronde uitgeschakeld. In 1999 speelde ze op alle vier de grandslamtoernooien, maar kwam ze niet verder dan de tweede ronde.